# Olympische Winterspiele 2018/Snowboard – Big Air (Männer)
Der Big-Air-Wettbewerb im Snowboard der Männer bei den Olympischen Winterspielen 2018 wurde am 21. und 24. Februar 2018 im Bokwang Phoenix Park ausgetragen. Olympiasieger wurde der Kanadier Sébastien Toutant vor dem US-Amerikaner Kyle Mack und dem Briten Billy Morgan.

## Ergebnisse

### Qualifikation
Q – Qualifikation für das Finale

#### Vorlauf 1
| Rang | Athlet           | Land               | 1. Lauf | 2. Lauf | Bester Lauf | Qualifikation |
| ---- | ---------------- | ------------------ | ------- | ------- | ----------- | ------------- |
| 1    | Maxence Parrot   | Kanada             | 89,25   | 92,50   | 92,50       | Q             |
| 2    | Niklas Mattsson  | Schweden           | 53,75   | 90,00   | 90,00       | Q             |
| 3    | Kyle Mack        | Vereinigte Staaten | 87,25   | 88,75   | 88,75       | Q             |
| 4    | Chris Corning    | Vereinigte Staaten | 85,00   | 88,00   | 88,00       | Q             |
| 5    | Michael Schärer  | Schweiz            | 87,00   | 44,00   | 87,00       | Q             |
| 6    | Redmond Gerard   | Vereinigte Staaten | 82,00   | 85,00   | 85,00       | Q             |
| 7    | Ståle Sandbech   | Norwegen           | 84,75   | 41,25   | 84,75       |               |
| 8    | Rowan Coultas    | Großbritannien     | 81,00   | 84,50   | 84,50       |               |
| 9    | Yuri Okubo       | Japan              | 84,25   | 44,25   | 84,25       |               |
| 10   | Rene Rinnekangas | Finnland           | 43,75   | 83,00   | 83,00       |               |
| 11   | Jamie Nicholls   | Großbritannien     | 30,00   | 81,25   | 81,25       |               |
| 12   | Alberto Maffei   | Italien            | 77,50   | 36,25   | 77,50       |               |
| 13   | Nicolas Huber    | Schweiz            | 76,75   | 44,50   | 76,75       |               |
| 14   | Lee Min-sik      | Südkorea           | 68,75   | 72,25   | 72,25       |               |
| 15   | Seppe Smits      | Belgien            | 50,00   | 59,25   | 59,25       |               |
| 16   | Clemens Millauer | Österreich         | 39,25   | 47,00   | 47,00       |               |
|      | Moritz Thönen    | Schweiz            | DNS     | DNS     | DNS         | DNS           |
|      | Petr Horák       | Tschechien         | DNS     | DNS     | DNS         | DNS           |

#### Vorlauf 2
| Rang | Athlet               | Land                             | 1. Lauf | 2. Lauf | Bester Lauf | Qualifikation |
| ---- | -------------------- | -------------------------------- | ------- | ------- | ----------- | ------------- |
| 1    | Carlos Garcia Knight | Neuseeland                       | 88,75   | 97,50   | 97,50       | Q             |
| 2    | Jonas Boesiger       | Schweiz                          | 96,00   | 35,25   | 96,00       | Q             |
| 3    | Mark McMorris        | Kanada                           | 89,00   | 95,75   | 95,75       | Q             |
| 4    | Torgeir Bergrem      | Norwegen                         | 94,25   | 59,50   | 94,25       | Q             |
| 5    | Sébastien Toutant    | Kanada                           | 91,00   | 45,00   | 91,00       | Q             |
| 6    | Billy Morgan         | Großbritannien                   | 87,50   | 90,50   | 90,50       | Q             |
| 7    | Tyler Nicholson      | Kanada                           | 87,25   | 89,25   | 89,25       |               |
| 8    | Peetu Piiroinen      | Finnland                         | 43,50   | 87,25   | 87,25       |               |
| 9    | Roope Tonteri        | Finnland                         | 86,50   | 47,50   | 86,50       |               |
| 10   | Marcus Kleveland     | Norwegen                         | 84,25   | 46,00   | 84,25       |               |
| 11   | Wladislaw Chadarin   | Olympische Athleten aus Russland | 83,75   | 79,25   | 83,75       |               |
| 12   | Kalle Järvilehto     | Finnland                         | 83,25   | 44,75   | 83,25       |               |
| 13   | Ryan Stassel         | Vereinigte Staaten               | 39,50   | 76,25   | 76,25       |               |
| 14   | Stef Vandeweyer      | Belgien                          | 61,00   | 29,50   | 61,00       |               |
| 15   | Matías Schmitt       | Argentinien                      | 51,75   | 23,00   | 51,75       |               |
| 16   | Anton Mamajew        | Olympische Athleten aus Russland | 29,00   | 42,75   | 42,75       |               |
| 17   | Hiroaki Kunitake     | Japan                            | 37,25   | 36,75   | 37,25       |               |
| 18   | Sebbe De Buck        | Belgien                          | 33,50   | 30,25   | 33,50       |               |

### Finale
| Rang | Athlet               | Land               | 1. Lauf | 2. Lauf | 3. Lauf | Gesamt |
| ---- | -------------------- | ------------------ | ------- | ------- | ------- | ------ |
| 1    | Sébastien Toutant    | Kanada             | 84,75   | 89,50   | JNS     | 174,25 |
| 2    | Kyle Mack            | Vereinigte Staaten | 82,00   | 86,75   | JNS     | 168,75 |
| 3    | Billy Morgan         | Großbritannien     | JNS     | 82,50   | 85,50   | 168,00 |
| 4    | Chris Corning        | Vereinigte Staaten | 74,25   | 78,75   | JNS     | 153,00 |
| 5    | Redmond Gerard       | Vereinigte Staaten | 74,75   | JNS     | 68,25   | 143,00 |
| 6    | Michael Schärer      | Schweiz            | JNS     | 62,25   | 78,50   | 140,75 |
| 7    | Torgeir Bergrem      | Norwegen           | 88,50   | 42,50   | JNS     | 131,00 |
| 8    | Jonas Boesiger       | Schweiz            | 77,50   | JNS     | 40,75   | 118,25 |
| 9    | Maxence Parrot       | Kanada             | 85,00   | JNS     | 32,75   | 117,75 |
| 10   | Mark McMorris        | Kanada             | 40,50   | JNS     | 32,00   | 72,50  |
| 11   | Carlos Garcia Knight | Neuseeland         | JNS     | JNS     | 54,25   | 54,25  |
| 12   | Niklas Mattsson      | Schweden           | 36,00   | DNS     | DNS     | 36,00  |